# ماني شوارتز
ماني شوارتز (21 نوفمبر 1957 في إسرائيل - ) هو لاعب كرة قدم إسرائيلي في مركز حراسة المرمى. لعب مع روتشستر لانسر ‏ وكنساس سيتي كومتس ‏ وسَانت لويس ستيمرز ‏.